# Felissa Rose
Pour les articles homonymes, voir Rose.
Felissa Rose, née le 23 mai 1969 dans le quartier new-yorkais de Greenwich Village, est une actrice américaine.

## Biographie

### Carrière
Felissa interprète son premier rôle à l'âge de 13 ans dans le  film d'horreur Massacre au camp d'été, qui la rend célèbre du jour au lendemain. Elle reprendra le rôle d'Angela Baker en 2007 dans Return to Sleepaway Camp et en 2012 dans Sleepaway Camp 4: The Survivor.
Elle est apparue dans plusieurs séries télévisées, en parallèle de sa carrière cinématographique, plutôt axée sur les films d'épouvante et de série B.

### Vie privée
Après ses débuts au cinéma, elle rejoint à 17 ans l'université Tisch School of the Arts à Manhattan, New York (États-Unis).
Elle  vit en Californie avec son époux Deron Miller (chanteur et guitariste du groupe CKY) et leurs trois enfants (Bianca Rose, Lola Marue et Thomas Carver).

## Filmographie séléctive

### Cinéma
- 1983 : Massacre au camp d'été (Sleepaway Camp) : Angela Baker
- 1991 : Soldier's Fortune : Kim
- 1993 : Chassé-croisé (The Night We Never Met) : Une jeune fille
- 1995 : Taken Alive : Jennifer Kent
- 1997 : The Fortune Teller : Monica
- 1998 : Marry Me or Die : Debra
- 2000 : Birds of a Feather (court métrage) : Dolores
- 2001 : Daybreak : Sally
- 2002 : Horror : Art Therapist
- 2002 : Grandma's Secret Recipe (Vidéo) : Angie Angel
- 2003 : Les Portes de l'Enfer (Corpses are Forever) (Vidéo) : Gina Matthews
- 2003 : Nikos  (Vidéo) : Sandra Kane
- 2003 : Scary Tales: The Return of Mr. Longfellow (Vidéo) : Sarah
- 2003 : Zombiegeddon (en) (Vidéo) : Melissa
- 2004 : Destination Fame : Connie
- 2004 : A Cerebral Print Halloween Special : Carolyn the MILF
- 2004 : Brothuh of Cerebral Print
- 2005 : Satan's Playground : Donna Bruno
- 2005 : Dead Things (vidéo) : Amanda Donner (segment Hexed)
- 2005 : Cerebral Print: The Secret Files : Carolyn The M.I.L.F./Tiffany
- 2005 : Slaughter Party (Vidéo) : Tara
- 2005 : Dead Serious : Susan Rosario
- 2006 : Under Surveillance : Heidi Broonen
- 2006 : Evil Ever After (Vidéo) : Une voisine
- 2007 : Sludge : Sandra
- 2007 : Trite This Way : La narratrice
- 2008 : Blood Camp (Return to Sleepaway Camp) : Angela Baker / Shérif Jerry
- 2008 : Les Morts sont de retour (Dead and Gone) : Peggy Goldstein
- 2008 : Psycho Sleepover : Une reporter
- 2008 : Hotdog Casserole : Vicky
- 2009 : Dropping Evil : Vice-Président Baker
- 2009 : Deadly Little Christmas : Mary
- 2009 : Destination Fame : Connie
- 2009 : Caesar and Otto's Summer Camp Massacre : Carrie
- 2009 : Silent Night, Zombie Night : Elsa Lansing
- 2010 : The Perfect House : La mère
- 2010 : Poe
- 2011 : Shy of Normal: Tales of New Life Experiences : Jamie
- 2011 : Dahmer vs. Gacy : Joanie Farana
- 2011 : Breath of Hate : Realtor
- 2011 : Caesar and Otto's Deadly Christmas
- 2011 : Mondo Holocausto! : Fabiana (Voix)
- 2012 : I Was a Teenage Suicide : Kelly
- 2013 : Awesome Girl Gang Street Fighter : Queen Jira
- 2013 : The Perfect House : La mère
- 2014 : Camp Dread : Rachel
- 2014 : Blood Reservoir : Angela Stone
- 2015 : The Last House :
- 2015 : Jurassic City
- 2015 : Zombie Killers: Elephant's Graveyard : Lia
- 2015 : Within These Walls : Sage Hawthorne
- 2015 : Caesar and Otto's Paranormal Halloween : Lakota
- 2015 : No Sollicitors : Priscilla
- 2015 : Tales of Halloween (segment "Ding Dong")
- 2016 : 2 Jennifer : Jennifer Smith
- 2016 : Ugly Sweater Party : Mrs. Mandix
- 2016 : Trilogie De Tragédie : Cindy
- 2016 : Bethany : Janice
- 2016 : Family Possessions : Susan
- 2015 : Dead End : Merideth
- 2016 : William Froste : Regina Hardy
- 2017 : Victor Crowley : Kathleen
- 2019 : More Beautiful for Having Been Broken  : Millicent
- 2020 : Camp Twilight  : Jessica Bloom
- 2020 : The Sunday Night Slaughter  : Det. Kelly Stone
- 2021 : Bloody Summer Camp  : Michelle Crowell
- 2021 : The Dark Offerings  : Zelda Barrons
- 2021 : Massacre Academy  : Hannah Goldman
- 2022 : Terrifier 2  : Mme Principe
- 2023 : The New Hands  : Dr Pretorius
- 2023 : Wolf Hollow  : Evi Neuri
- 2024 : Stream  : Donna
- 2024 : Crust  : Laura

### Télévision
- 1984 :  Jessie (série télévisée) (1 épisode) : Heather
- 1985 : Matt Houston (série télévisée) (1 épisode) : Denise
- 1985 : I Had Three Wives (série télévisée) (1 épisode) : Emily
- 1986 : New Love, American Style (série télévisée) (1 épisode) : Caroline
- 1986 : Dalton: Code of Vengeance II (Téléfilm) : Allison
- 1986 : Maricela (Téléfilm) : Nancy
- 1987 : Dreams Lost, Dreams Found (série télévisée) (1 épisode) : Sarah
- 1992 : Sibs (série télévisée) (1 épisode)
- 1992 : Davis Rules (série télévisée) (1 épisode)
- 1992 : Un privé sous les tropiques (série télévisée) (1 épisode) : Sharon
- 1992 : Room for Two (série télévisée) (1 épisode) : Amy
- 1992 : Street Legal (en) (série télévisée) (1 épisode) : Kathleen
- 1994 : Attack of the 5 Ft. 2 Women (Téléfilm) : Jane
- 1995 : Pointman (série télévisée) (1 épisode) : Karen
- 1995 : Can't Hurry Love (série télévisée) (1 épisode) : Brenda
- 1996 : Bloodhounds II (Téléfilm) : Patricia Bates
- 1996 : Talk to Me (Téléfilm) : Fran
- 1996 : Two (série télévisée) (1 épisode) : Annie
- 1997 : Promised Land (série télévisée) (1 épisode) : Marilyn
- 1997 : All That (série télévisée) (1 épisode) : Erin
- 1998 : Real Life (série télévisée) (1 épisode) : Felissa
- 2002 : Associées pour la loi (série télévisée) (1 épisode) : Meredith
- 2004 : Expeditions to the Edge (série télévisée) (1 épisode)
- 2004 : NYC Halloween Parade (Téléfilm) : Invitée
- 2005 : New York's Village Halloween Parade 2005 (Téléfilm) : Invitée
- 2009 : Aaron Stone (série télévisée) (1 épisode) : Liz
- 2020 : High School Crimes & Misdemeanors (série télévisée) (1 épisode) : Bonnie